# Lannéanou
Lannéanou település Franciaországban, Finistère megyében. Lakosainak száma 341 fő (2022. január 1.). Lannéanou Botsorhel, Plougonven, Scrignac és Plouigneau községekkel határos.

## Népesség
A település népességének változása:
| Lakosok száma | 499  | 356  | 357  | 362  | 373  | 381  | 378  | 351  | 347  | 341  |
|               | 1968 | 1982 | 1990 | 2006 | 2013 | 2015 | 2017 | 2019 | 2020 | 2022 |